# 1224 Fantasia
1224 Fantasia är en asteroid i huvudbältet som upptäcktes den 29 augusti 1927 av de båda ryska astronomerna Sergej Beljavskij och N. Ivanov vid Simeizobservatoriet på Krim. En oberoende upptäckt som kungjordes först, gjordes av den belgiske astronomen Eugène Joseph Delporte den 17 september 1927.
Asteroidens preliminära beteckning var 1927 SD. Asteroiden fick senare namn efter det latinska namnet för fantasi.
Fantasias senaste periheliepassage skedde den 7 maj 2022. Asteroidens rotationstid har beräknats till 5,00 timmar